# (11019) Hansrott
(11019) Hansrott est un astéroïde de la ceinture principale.

## Description
(11019) Hansrott est un astéroïde de la ceinture principale. Il fut découvert le 25 avril 1984 à l'Observatoire Kleť par Antonín Mrkos. Il présente une orbite caractérisée par un demi-grand axe de 2,39 UA, une excentricité de 0,16 et une inclinaison de 2,5° par rapport à l'écliptique.
Cet astéroïde est nommé en hommage au compositeur autrichien Hans Rott (1858–1884).

## Compléments